# Cuphea setosa
Cuphea setosa är en fackelblomsväxtart som beskrevs av Emil Bernhard Koehne. Cuphea setosa ingår i släktet blossblommor, och familjen fackelblomsväxter. Inga underarter finns listade i Catalogue of Life.